# 妖世紀水滸伝
『妖世紀水滸伝』（ようせいきすいこでん）は、吉岡平による日本のライトノベル作品。水滸伝を基にした作品で、角川スニーカー文庫から全14巻と外伝が刊行された。また、第1巻『妖世紀水滸伝 -魔星 降臨-』がOVA化され、1993年9月25日に発売された。

## ストーリー
21世紀、第二次関東大震災によって廃墟と化した東京。その東京で行方不明になった妹を探しに来た青年・須賀尊輝は、妹が務めていたバー『春花』で絶世の美女に見えるニューハーフ・間宮美幸と出会う。同じ頃、宿命の星を背負った者たちが東京に集い始めていた。

## キャラクター

### 108星

#### 天罡星三十六人
須賀尊輝（すが　たかてる）
声 - 関俊彦
天魁星
須賀流柔術の使い手。180cmを超す長身。アニメでは左頬に傷がある。
天然のトラブルメーカー。およそリーダーの資質ではないが、何故か憎めない性格。第一部の終盤で新生梁山泊（『聚義庁』）の首領になった。嵐堂曰く、「物覚えは悪いが、一度覚えたことは絶対に忘れない」。
間宮美幸（まみや　みゆき）
声 - 佐々木望
天罡星
一見、絶世の美女に見えるニューハーフの拳法の天才。漆塗りのような艷やかな黒髪を肩まで伸ばし、化粧と香水をつけている。
原作小説で初対面のバーではスリットのあるチャイナドレスから美脚が覗く。アニメでは赤い洋服で小説版より髪が長い。雨の外出は赤い雨傘に女物のレインコートと長靴。
尊輝に惚れている。第一部の終盤で新生梁山泊の副首領になった。尊輝のことを男としてではなく、人として気になる。
柊三十郎（ひいらぎ　さんじゅうろう）
天機星
スキンヘッドにサングラスに加えて半纏、腹巻にアロハシャツという格好の極め付きの変人。一応、新生梁山泊の軍師である。時折見せるアホらしくも効果的な作戦と機転にて、何度か仲間の危機を救っている。意外に腕っ節も強い。第3部終盤で能力に覚醒しつつある。本名は桑畑敏郎（くわはた　としろう）。判事補の資格を持ち、実は美男子である。
納屋村真（なやむら　しん）
天閒星
新生梁山泊の天才軍師にして超能力者。「朽庵斎」の号を持つ。片岡祥鶴という芸名で知られる天才女形でもある。八猫士の猫小路翼は腹違いの兄。第3部で三十郎に母親のことを茶化されると、烈火のごとく怒った。
楠正興（くすのき　まさおき）
天勇星
狂気の天才剣客。大楠公（楠正成）の子孫。尊敬していた天本恭一を倒した須賀尊輝をライバル視している。第2部の横浜の御前試合で紅花と対戦して敗れて以来、紅花に一目惚れしている。
羽村良（はむら　りょう）
声 - 山寺宏一
天雄星
歴戦の傭兵。栗原孝行とは同じ師匠のもとで武道を学んだ親友。新生梁山泊の司令塔。栗栖真理亜とはかつては敵同士だったが、今は良き相棒となっている。彼の使う我流の空手のベースは須賀流の流れを汲む。
白石景虎（しらいし　かげとら）
天猛星
元大阪府警警視。容姿はヤクザと見分けが付かない。部下の田辺辰哉と同じく、コテコテの関西人。
栗栖真理亜（くるす　まりあ）
天威星
元陸上自衛隊陸将補。ドイツ人と日本人の混血で、西洋風の容姿をした美女。本名は「マリア・クルツ」。かつては高城祐司の腹心として活動していた。女扱いされるのと、年齢の話題を極度に嫌悪する。実は梁山泊の中で一番腕相撲が強い。
槇代策（まき　だいさく）
天英星
元警視庁警部補。天才的なスナイパー。羽村良が中部地方の山賊退治に駆りだされた時に部下として配置された。
柴崎禮二郎（しばざき　れいじろう）
天貴星
柴崎コンツェルンの若き総帥。間宮美幸の姉・三華を妻として迎える。当初は美幸を女性だと思い込み、間宮家に縁談を申し入れていた。
笹垣禄郎（ささがき　ろくろう）
天富星
笹垣グループの若き会頭。柴崎禮二郎とは大学時代の同級生。横浜方面での影響力は大きい。
川口伸央（かわぐち　のぶお）
天満星
元内閣調査室の調査員。梶間流骨法の達人。通称「髯の川口」。妻子持ち。
マイケル・オブライエン
声 - 田中秀幸
天孤星
元傭兵の神父。羽村良とは、戦友であると同時にライバルでもある。穏和な神父マイク・オーエンと凄腕の傭兵マイケル・オブライエンという二面性を持つ。
松田武虎(まつだ　たけとら)
天傷星
元陸上自衛隊三等陸曹。広島の弱小暴力団・松田組組長の弟でもあった。虎に変身する特異体質の持ち主。かつては酒を飲まないと虎に変身できなかった。 現在は一応婀権の弟子ということで「武照」という僧名を持つ。梁山泊の素手での戦闘なら最強とされる。
宝蔵院胤春（ほうぞういん　いんしゅん）
天立星
宝蔵院槍術の第三十三代継承者。婀権の弟子の一人で、如泥の兄弟子。身なりは僧侶だが、内面は武人。俗名は鈴木一郎。
倉持淳平（くらもち　じゅんぺい）
天捷星
元パチンコ店店長。妻の蘭子と共に、パチンコ玉投げの達人として知られている。「銭形淳平」の異名を持つ。
栗原孝行（くりはら　たかゆき）
声 - 堀秀行
天暗星
元警視庁警視長。かつては女たらしの美形だったが、中部地方の山賊退治で顔の半分に重度の火傷を負う。
如泥（じょでい）
天祐星
宝蔵院槍術の使い手。生真面目な性格で、師匠の婀権の奔放さに手を焼いている。俗名は山田進で、かつては特撮に夢中になっていたとのこと。
猿渡慎吾（さるわたり　しんご）
天空星
元広島県警警部。栗原孝行とは同期。頑なに自分のスタイルを貫き通すタイプ。その性格故に、警視庁時代は上層部の不興を買っていた。
エイブラム・タイソン
天速星
元横須賀基地所属のGI。テレポート能力の持ち主で、「壁抜け（ウォールスルー）タイソン」の異名をとる。
堤烈子（つつみ　きよこ）
天異星
元高知県警婦警。剣術の達人で、「女龍馬」の異名をとる。新生梁山泊に入る過程で島田惣介と恋人同士になる。愛犬の土佐犬の名前は半平太。
リッキー・バーンズ
天殺星
元横須賀基地所属のGI。身長2メートルを越える巨漢で、涙もろく気弱だが、一度キレて暴れ出したら手が付けられない。チェーンを武器とする。
木島冴子（きじま　さえこ）
声 - 川村万梨阿
天微星
普段は穏和な性格の美人シスター。だが、一旦背中の鬼子母神の刺青が露わになると、性格と口調が豹変する。かつては東京の教会でオーエン神父の助手をしていた。梁山泊内部でファンクラブがある。
九鬼谷弘毅（くきや　ひろき）
天究星
神戸の暴力団・九鬼谷組の若親分。木島冴子にベタ惚れしていて、冴子ファンクラブ会長を自認している。
本庄譲（ほんじょう　ゆずる）
天退星
元内閣調査室の調査員。川口伸央の相棒で、大学時代は先輩・後輩の間柄であった（本庄が後輩）。かつてモトクロスの全日本選手権で優勝したほどのバイクの腕前を誇るほか、あらゆるスポーツに精通している。
小林誠一（こばやし　せいいち）
天寿星
元海上自衛隊の一等海佐（即ち「小林一佐」）。かつては護衛艦「こんごう」の艦長だったが、瀬戸内海の海賊の島を吹き飛ばした事件の責任を取らされて海上自衛隊を首になった。
永源作造（えいげん　さくぞう）
天剣星
永源三兄弟の長兄。瀬戸内海で漁師をしていたが、尊輝の海賊退治に協力する。
際端政春（きわはた　まさはる）
天平星
際端順子の兄。瀬戸内海で漁師をしていたが、海賊たちに捕まっていた。
永源実（えいげん　みのる）
天罪星
永源三兄弟の次兄。元海上自衛隊の一等海士で、小林誠一の部下だった。
際端順子（きわはた　じゅんこ）
天損星
岡山県日生町出身の女性。須賀尊輝の婚約者を自称しており、30分は水中に潜れる特殊な体質を持つ。間宮美幸とは犬猿の仲。
永源崇史（えいげん　たかふみ）
天敗星
永源三兄弟の末弟。水産高校の学生だったが、尊輝の海賊退治に協力する。喧嘩っ早い性格をしている。
栗塚才蔵（くりつか　さいぞう）
天牢星
元総東市警士隊隊長。天然理心流の使い手だが、服装センスは最悪。蜘蛛が弱点。
島田惣介（しまだ　そうすけ）
天慧星
元総東市警士隊突撃隊長。天真爛漫な性格の天才剣士で、その剣の腕前は楠正興をも凌駕する。猫が大の苦手だったが、ショック療法で克服した。
水島仁（みずしま　ひとし）
声 - 菅原淳一
天暴星
元蛟龍会所属のヤクザ。水島侠とは一卵性双生児。背中に蝮の刺青を持つ。弟の侠との絆はとても強い。
水島侠（みずしま　いさむ）
声 - 石野竜三
天哭星
元蛟龍会所属のヤクザ。水島仁の一卵性双生児の弟。背中に蠍の刺青を持つ。かつては兄の仁に似ず、気弱な性格をしていた。
青田爆（あおた　ばく）
天巧星
間宮美幸の年上の付き人兼ボディーガードを務める美青年。武芸百般に通じる。

#### 地煞星七十二人
朱鷺武（とき　たけし）
声 - 鈴木勝美
地魁星
新生梁山泊の顧問弁護士。元は蛟龍会の顧問弁護士だった。空手の使い手でもあり、全日本空手トーナメントに優勝したこともある。
田辺辰哉（たなべ　たつや）
地煞星
元大阪府警警部。白石の部下で、身長は2メートルを越す関西人。ヤクザも泣いて命乞いをする強者。通称「極潰しの辰」。
秋山大吾（あきやま　だいご）
地勇星
無外流剣術の師範。その腕前は尊輝に恐れを抱かせるほど。黄紅花の師匠でもある。
浮谷左膳（うきや　さぜん）
地傑星
盲目の天才剣士。かつて楠正興と共に天本恭一を尊敬していた一人。
伴周作（ばん　しゅうさく）
地雄星
巨漢の剣客。かつて楠正興と共に天本恭一を尊敬していた一人。
椣原奈津実（しではら　なつみ）
地威星
元陸上自衛隊三等陸佐。軍人気質の性格をしている。純日本風な容姿の美女。
日梨麗香（ひの　れいか）
地英星
元陸上自衛隊一等陸尉。経産大臣を父に持つ。おっちょこちょいだが明るい性格をしている。童顔だが確かな実力の持ち主たる女性。
ステファニー・チャン
地奇星
フィッツジェラルド財団出身の女性エスパー。水を操る。『オンディーヌ』のコードネームで呼ばれる。
シンディー・ウェイ
地猛星
フィッツジェラルド財団出身の女性エスパー。炎を操る。『サラマンダー』のコードネームで呼ばれる。ステファニーとコンビを組んでいる。
神無京子（かんな　きょうこ）
地文星
柴崎のブレーンの一人。元天才ハッカーで、磁気コードの偽造を担当する。
柳沢優（やなぎざわ　まさる）
地正星
元東京検察庁検事補。清廉潔白な性格をしている。朱鷺武の大学法学部時代の先輩。
樋口稔之（ひぐち　としゆき）
地闢星
元山賊の頭領。かつては瀬田のグループと敵対していた。和解後は瀬田と兄弟分になった。
宍戸梅雪（ししど　ばいせつ）
地闔星
宍戸梅軒の子孫で、宍戸流鎖鎌術の使い手。横浜の御前試合の二回戦で尊輝と対戦した。
瀬田彦造（せた　ひこぞう）
地強星
元山賊の頭領。権藤を部下に持つ。かつて尊輝を仲間に勧誘しようとした。
坂口晋（さかぐち　すすむ）
地暗星
元総東市警士隊密偵。他の警士隊隊士とは違ってサラリーマンの格好をしている。
平賀徹（ひらが　とおる）
地輔星
元陸上自衛隊技官。マサチューセッツ大学工学博士課程修了の攻撃衛星おたく。その傲慢な性格と容姿から周りからは嫌われていた。
白都要蔵（しらと　ようぞう）
地会星
「兜町の殿下」の異名を持つ相場師。仕手戦のプロで柴崎コンチェルンに雇われている。
上坂昭治（こうさか　しょうじ）
地佐星
上坂組組長。国坂忠治好きで、今忠治と呼ばれる。かつて半田次郎と敵対していた。
半田次郎（はんだ　じろう）
地佑星
半田組組長。清水の次郎長かぶれで、異名は小次郎長。かつて上坂昭治と敵対しており、出入りでの一騎討ちの最中に羽村良たちによって仲裁された。
安藤翔子（あんどう　しょうこ）
地霊星
美人の女医。元は和歌山の病院におり、そこで栗原孝行の手当てをした縁で恋人になる。
等々力轟（とどろき　ごう）
地獣星
髭面の獣医。モグリで変人だが、腕は一流。通称「トドロキの二乗」。獣医版ブラック・ジャックと呼ばれている。
笠大器（りゅう　たいき）
地微星
横浜暗黒街の小ボス。一見すると中国人のような名前だが、純日本人である。度外れたチビだが無類の女好き。かつて尊輝に命を助けられてから彼に心酔している。
何の因果か、彼の星は「地微（チビ）星」である。
黄紅花（ホワン・ホンファ）
地慧星
美しき15歳の中国娘。間宮美幸に惚れており、武芸に優れる。横浜の御前試合の決勝戦で尊輝と対戦した。
岡田似蔵（おかだ　にぞう）
地暴星
21世紀の人斬り御三家の一人。通称は「土佐の人斬り似蔵」。我流で剣を学んでおり、「『にんべん』がある分本家よりは強い」と自負している。
エドウィン・ファン
地黙星
フィッツジェラルド研究財団出身の超優秀なエスパー。かつて納屋村真と敵対していたが、真によって洗脳を解かれた。
二宮明（にのみや　あきら）
地猖星
須賀道場住み込みの弟子。須賀嵐堂の弟弟子である二宮城太郎の長男。須賀道場の師範代を勤めている。17歳の美少年。
二宮亮（にのみや　りょう）
地狂星
須賀道場住み込みの弟子。二宮明の弟。15歳の美少年。かつて須賀清美を守ろうとして伴周作と戦ったが、あっさりとあしらわれた。
レオ・メンドーサ
地飛星
元米軍の秘蔵コマンド。ガルシア・リコとコンビを組んでいる。ファンやリコと共に新生梁山泊に入る。
ガルシア・リコ
地走星
元米軍の秘蔵コマンド。レオ・メンドーサとコンビを組んでおり、かつてレオと2人でコロンビアで麻薬シンジケートの連中を殺しまくったとのこと。
韮崎寛（にらさき　ひろし）
地巧星
柴崎のブレーンの1人。書類や通行証の偽造を担当している。コンビを組んでいる神無京子からは「お父さん」と呼ばれている。
本田峻基（ほんだ　しゅんき）
地明星
ロックバンド『絶徒』のリーダー。ギターを担当している。かつて横浜で尊輝・美幸・宏純・紅花と共に『絶徒』を結成した。
松永由武（まつなが　よしたけ）
地進星
元海上自衛隊一等海尉。自衛隊時代から小林誠一の腹心を自称している。
松永達彦（まつなが　たつひこ）
地退星
元海上自衛隊三等海尉。松永由武の弟。空手の達人で、かつて2年連続で自衛隊の空手大会で優勝した程の腕前を誇る。
田上正二（たのうえ　しょうじ）
地満星
瀬戸内海の漁師で、潮の流れを読む達人。かつて尊輝と共に海賊退治に参加した。
田之倉寿子（たのくら　ひさこ）
地遂星
新進気鋭の服飾デザイナー。垂れ目の美人で、木島冴子の高校時代の友人。特技は早縫い。
杉本凱（すぎもと　がい）
地周星
元蛟龍会のヤクザ。朱鷺武の舎弟の一人で、黒ずくめの格好をしている。
春田衛（はるた　まもる）
地隠星
元蛟龍会のヤクザ。朱鷺武の舎弟の一人で、白ずくめの格好をしている。杉本凱とコンビを組んでいる。
権藤徹（ごんどう　とおる）
地異星
元山賊の一員で、瀬田彦造の部下。ライフルを武器とする。
勝間田憲一（かつまだ　けんいち）
地理星
工事現場の監督。木材を使った喧嘩殺法を得意とする。敵対する建設会社との抗争を経て、羽村良と兄弟分となる。
須賀清美（すが　きよみ）
声 - 三石琴乃
地俊星
須賀尊輝の妹。母親譲りの美貌を誇る美女で、須賀流の使い手。
川崎宏純（かわさき　ひろずみ）
地楽星
ロックバンド『絶徒』のメンバー。ドラムを担当する。本田峻基の友人で、心臓に持病を持つ。
坂田三郎（さかた　さぶろう）
地捷星
大阪出身の釘師で、蔵持淳平のパチンコ店に勤めていた。将棋を指すのが趣味で、名古屋で間宮美幸と青田爆が蔵持淳平に助けられた時も、同僚の関根銀治郎と将棋を指していた。
関根銀治郎（せきね　ぎんじろう）
地速星
東京出身の釘師で、蔵持淳平のパチンコ店に勤めていた。栗栖真理亜たちが間宮美幸を狙って襲撃してきた時には、坂田三郎と一緒に将棋の駒を投げつけていた。
九鬼谷弥春（くきや　みはる）
地鎮星
九鬼谷弘毅の妹で、投げナイフを得意とする美女。かつて間宮美幸が神戸の繁華街に迷い込んだ時に、美幸と一騎討ちを行った。
宗田猛（そうだ　たけし）
地覇星
元警視庁巡査部長。山賊退治の際に羽村良の配下となる。実家が精肉店で、豚を捌くのを得意とする。
郷田嘉晃（ごうだ　よしあき）
地魔星
元前川耕平親分の部下。容貌は五部刈り頭に頬の傷と、典型的なヤクザ。
赤間貴一（あかま　きいち）
地妖星
元前川耕平親分の部下。ボクサー崩れのヤクザ。
本郷隼人（ほんごう　はやと）
地幽星
神戸で一匹狼の生き方を貫く青年。チェーンを武器にしており、月形次郎の兄貴分。
紫苑（シオン）
地伏星
黒豹に変身する特異体質の美女。同じ体質の松田武虎と行動を共にすることが多い。
シリアル河合（ - かわい）
地僻星
巨体の女子プロレスラー。本名は「河合聖子」。人気・実力ともに一流。東京ドームのプロレス決戦で、ライバルの大塚旭と対戦する。
大塚旭（おおつか　あきら）
地空星
細身の女子プロレスラー。本名は「大塚奈帆」。人気ではシリアル河合をも凌駕する。小柄だが粘り強く、勝負強い。
湯原隆丞（ゆはら　りゅうすけ）
地孤星
どんな名刀でもコピーしてしまえる天才刀匠。かつて総東市で警士隊に刀を供給していた。
岡村新作（おかむら　しんさく）
地全星
笹垣緑郎の腹心。無流派の格闘家で、関節技の達人。かつて横浜の御前試合の準決勝で須賀尊輝と対戦した。
火砕竜（かさいりゅう）
地短星
身長2メートルを超える巨漢力士。角界の憎まれ役。ライバルである播磨尾と共に梁山泊に入る。
播磨尾（はりまお）
地角星
悪名高い外人力士。梁山泊に入る際に、その場に現れた八猫士の猫野健太郎にぶちかましを喰らわせようとしたが、逆に吹き飛ばされた。
彼の四股名はマレー語で虎を意味する。
邑井健作（むらい　けんさく）
地囚星
痩せぎすな男。かつて前川親分のもとでビジネスホテルの番頭をしていた。金子秀象とは大学時代の友人。
邑井肇（むらい　はじめ）
地蔵星
かつて『春花』でバイトしていたバーテン。邑井健作の弟。藤井亙が『春花』にやってきた時にはカクテルを出していた。
拝断刀（おがみ　だんとう）
地平星
元総東市警士隊の介錯役。古風で真面目な男。かつてその性格が災いし、警士隊に捕まっていた柊三十郎に罠にかけられた。
拝剣（おがみ　つるぎ）
地損星
元総東市警士隊の介錯役。美女に見えるが、実は男。拝断刀の弟。柊三十郎たちが警士隊に捕まった際には、一目見て際端順子と仲が悪くなり、順子の首を刎ねたがっていた。
木滑進（きなめり　すすむ）
地奴星
かつて神戸で『モックタートル』というバーを経営していたバーテンダー。須賀尊輝と相性が悪く、神戸では尊輝に痺れ薬を盛った。その後、横須賀に移って『ソイレントグリーン』というバーをやっていたが、またも尊輝が騒動を起こして店が潰れたので梁山泊に入る。
金子秀象（かねこ　しゅうぞう）
地察星
某テレビ局の若手ディレクター。別名は「視聴率の虎」。祥鶴と猫之助の歌舞伎対決では独占実況放送を仕切った。
ウスマン・ソムキット
地悪星
ムエタイの猛者。かつて横浜の御前試合の一回戦で須賀尊輝と対戦して敗れた。その直後に尊輝に弟子入りを志願した。
藤井亙（ふじい　わたる）
地醜星
瀬戸内の漁村の博打打ち。喰えない顔つきをしている。かつて尊輝と共に海賊退治に参加した。
佐藤正吾（さとう　しょうご）
地数星
声 - 長島雄一
東京のバー『春花』のバーテン。秋山大吾の弟。面倒見のいい性格をしている。
佐藤怜子（さとう　れいこ）
地陰星
声 - 水原リン
『春花』のママ。佐藤正吾の妻でもある。なかなかの気風の持ち主。かつて須賀清美に化粧を教えたこともある。
菅原憲治（すがわら　けんじ）
地刑星
広島のバー『婆沙羅』のバーテンダー。かつては客を殺して金を盗っていた。松田武虎と関わった縁で、妻の君江と共に梁山泊に加わった。
菅原君江（すがわら　きみえ）
地壮星
『婆沙羅』のママ。菅原憲治とは夫婦で、かつては共に悪事を働いていた。松田武虎を殺そうとして失敗した後に、武虎に許された時には涙を流していた。
千倉雅彦（ちくら　まさひこ）
地劣星
神風トラックの運転手。妻子持ちで、かなりの犬好き。重い物を軽々と持ち上げる特技の持ち主。
有働郁男（うどう　いくお）
地健星
2メートルを超す体格のレスラー。リングネームは「ミスター・ウドー」。かつては気弱な性格で滅法弱かったが、浮谷左膳によって精神の箍が外れてしまい、ふてぶてしい性格となり本来の実力を発揮できるようになった。その後、東京ドームのプロレス決戦でレッスルマシーン2号（猫内豪）と対戦するが、試合終盤のダメージによって以前の気弱な性格に戻ってしまった。
遠藤瞬之介（えんどう　しゅんのすけ）
地耗星
瀬戸内の漁村の遊び人。永源実の高校時代の同級生で、ヒモのような生活をしていた。かつて尊輝と共に海賊退治に加わった。
月形次郎（つきがた　じろう）
地賊星
神戸でスリをしていた少年。口が達者で、須賀尊輝の財布を狙って返り討ちにあったのが縁で、尊輝を兄貴分と慕うようになる。
末星段（すえぼし　ダン）
地狗星
総東市の暴走族。金髪のパンク小僧で、新生梁山泊に助けを求めたのが縁で梁山泊に加わった。

### その他
大下優（おおした　まさる）
声 - 緒方賢一
東京の広域暴力団・蛟龍会の組長。須賀清美を一目見て気に入り、天本恭一に捕らえさせて屋敷の一室に監禁していた。その後、尊輝たちに屋敷を襲撃されて蛟龍会は壊滅し、大下は栗原孝行によって逮捕された。
天本恭一（あまもと　きょういち）
声 - 龍田直樹
蛟龍会の食客になっていた狂気の剣客。幽鬼のような容貌で、不治の病を患っていた。尊輝たちが大下の屋敷に襲撃してきた際に尊輝と一騎討ちを行い、尊輝の一撃を喰らって息絶えた。
婀権（あごん）
声 - 宮内幸平
元比叡山の僧侶。昭和天皇が崩御する頃に百八星をこの世に解き放ってしまった張本人。東京に集った尊輝たちに星の宿命を語り、それが後の新生梁山泊の結成に繋がる。前世は宿大尉。
蔵持蘭子（くらもち　らんこ）
蔵持淳平の妻。一子あり。かつては「パチプロのお蘭」の異名をとるパチンコ店荒らしだった。夫同様、パチンコ玉投げが得意。
須賀嵐堂（すが　らんどう）
須賀尊輝の父親。
深沢航（ふかざわ　わたる）
悪徳政治家。かつては、須賀嵐堂と親友だった。前世は高俅。
八猫士（はちびょうし）
新生梁山泊の第3部で直接相対する敵。悪徳政治家である深沢航が影から操っている。
『南総里見八犬伝』の八犬士が持つ仁・義・礼・智・忠・信・孝・悌の文字のある数珠の玉（仁義八行の玉）に似た珠をそれぞれ持つが、不義、無礼、無智、不忠、不信、不孝といった具合になっている。
猫間厳規（ねこま　むねのり）
猫小路翼（ねこのこうじ　つばさ）
歌舞伎界の天才女形・市川猫之助
猫原香月（ねこはら　かづき）
猫沼弥冬（ねこぬま　みふゆ）
猫内豪（ねこうち　ごう）
猫沢新一（ねこざわ　しんいち）
猫野健太郎（ねこの　けんたろう）
猫宮哲哉（ねこみや　てつや）

## 既刊一覧
- 吉岡平（著）・JET（イラスト、第1部）・やぎさわ梨穂（イラスト、第2部以降）、角川書店〈角川スニーカー文庫〉、全14巻
  - 『妖世紀水滸伝〈1〉魔星降臨』1990年2月1日初版発行（発売[2]）、ISBN 4-04-411601-6
  - 『妖世紀水滸伝〈2〉魔星蠢動』1990年6月1日初版発行（発売[3]）、ISBN 4-04-411602-4
  - 『妖世紀水滸伝〈3〉魔星乱舞』1990年9月1日初版発行（発売[4]）、ISBN 4-04-411603-2
  - 『妖世紀水滸伝〈4〉魔星彷徨』1991年3月1日初版発行（発売[5]）、ISBN 4-04-411604-0
  - 『妖世紀水滸伝〈5〉魔星天翔』1991年9月1日初版発行（発売[6]）、ISBN 4-04-411605-9
  - 『異聞・山陽酔虎伝 妖世紀水滸伝外伝』1992年3月1日初版発行（発売[7]）、ISBN 4-04-411606-7
  - 『妖世紀水滸伝〈第2部 1〉魔花繚乱』1992年9月1日初版発行（発売[8]）、ISBN 4-04-411607-5
  - 『妖世紀水滸伝〈第2部 2〉怪鳥撲天』1993年3月1日初版発行（発売[9]）、ISBN 4-04-411608-3
  - 『妖世紀水滸伝〈第2部 3〉疾風揺梢』1993年4月1日初版発行（発売[10]）、ISBN 4-04-411609-1
  - 『妖世紀水滸伝〈第2部 4〉妖月残照』1993年8月1日初版発行（発売[11]）、ISBN 4-04-411610-5
  - 『妖世紀水滸伝〈第3部 1〉魔王降誕』1994年2月1日初版発行（発売[12]）、ISBN 4-04-411611-3
  - 『妖世紀水滸伝〈第3部 2〉魔都震撼』1994年5月1日初版発行（発売[13]）、ISBN 4-04-411612-1
  - 『妖世紀水滸伝（第3部 3）魔賊跳梁』1994年9月1日初版発行（発売[14]）、ISBN 4-04-411613-X
  - 『妖世紀水滸伝〈第3部 4〉魔宮煌煌』1995年4月1日初版発行（発売[15]）、ISBN 4-04-411614-8
  - 『妖世紀水滸伝〈第3部 5〉魔星集結』1995年8月1日初版発行（発売[16]）、ISBN 4-04-411615-6

## OVA

### スタッフ
- 企画 - 田宮武、小松茂明、折田哲郎
- 企画協力 - 岸野裕司
- 原作 - 吉岡平
- 監督 - 根岸弘[1]
- 脚本 - 関島眞頼[1]
- キャラクターデザイン・絵コンテ・演出・作画監督 - 都留稔幸[1]
- 美術監督 - 本田修
- 色彩設定 - 鈴木孝子
- 撮影監督 - 髙橋明彦
- 編集 - 関一彦、山森重之
- 音響監督 - 田中英行
- 音楽 - 吉川洋一郎
- 音楽ディレクター - 伊藤将生
- 宣伝プロデューサー - 池田憲章
- プロデューサー - 阿部倫久
- アニメーション制作 - J.C.STAFF
- 製作 - 角川書店[1]、日本ビクター[1]、J.C.STAFF[1]

## ビデオ
- 妖世紀水滸伝 -魔星降臨- 1993年9月25日発売